# Expedició 36
L'Expedició 36 va ser la trenta-sisena missió de llarga durada a l'Estació Espacial Internacional.

## Tripulació
| Posició            | Primera Part (Maig del 2013)                 | Segona Part (Maig del 2013 a setembre de 2013) |
| ------------------ | -------------------------------------------- | ---------------------------------------------- |
| Comandant          | Pàvel Vinogràdov, RSA Quart vol espacial     | Pàvel Vinogràdov, RSA Quart vol espacial       |
| Enginyer del vol 1 | Aleksandr Missurkin, RSA Primer vol espacial | Aleksandr Missurkin, RSA Primer vol espacial   |
| Enginyer del vol 2 | Chris Cassidy, NASA Segon vol espacial       | Chris Cassidy, NASA Segon vol espacial         |
| Enginyer del vol 3 |                                              | Karen L. Nyberg, NASA Segon vol espacial       |
| Enginyer del vol 4 |                                              | Fiódor Iurtxikhin, RSA Quart vol espacial      |
| Enginyer del vol 5 |                                              | Luca Parmitano, ESA Primer vol espacial        |

Font
NASA